# Oyochrysa ancora
Oyochrysa ancora is een insect uit de familie van de gaasvliegen (Chrysopidae), die tot de orde netvleugeligen (Neuroptera) behoort. 
Oyochrysa ancora is voor het eerst wetenschappelijk beschreven door Brooks in 1985.